# Paul McGrath (athlétisme)
Pour les articles homonymes, voir McGrath.
Paul McGrath, né le 7 mars 2002, est un athlète espagnol spécialiste de la marche athlétique.

## Biographie
En 2021, sur l'épreuve du 10 000 m marche, Paul McGrath devient champion d'Europe junior à Tallinn et se classe par ailleurs troisième des championnats du monde juniors à Nairobi.
En 2023, il est sacré champion d'Europe espoir du 20 km marche à Espoo. 
Lors des championnats d'Europe 2024 à Rome, il remporte la médaille d'argent du 20 km marche, devancé par le Suédois Perseus Karlström.

## Palmarès
| Date | Compétition                     | Lieu      | Résultat | Épreuve         | Temps           |
| ---- | ------------------------------- | --------- | -------- | --------------- | --------------- |
| 2021 | Championnats du monde juniors   | Nairobi   | 3e       | 10 000 m marche | 42 min 26 s 11  |
| 2021 | Championnats d'Europe juniors   | Tallinn   | 1er      | 10 000 m marche | 42 min 32 s 19  |
| 2023 | Championnats d'Europe espoirs   | Espoo     | 1er      | 20 km marche    | 1 h 21 min 3 s  |
| 2024 | Championnats d'Europe           | Rome      | 2e       | 20 km marche    | 1 h 19 min 31 s |
| 2025 | Championnats d'Europe de marche | Poděbrady | 1er      | 20 km marche    | 1 h 18 min 5 s  |

## Records
| Épreuve      | Temps           | Lieu      | Date            |
| ------------ | --------------- | --------- | --------------- |
| 20 km marche | 1 h 17 min 55 s | Saragosse | 25 février 2024 |